# Llano Grande (södra Tejupilco)
Llano Grande är en ort i kommunen Tejupilco i delstaten Mexiko i Mexiko. Samhället hade 747 invånare vid folkräkningen 2020.